# Rebecca Romijn
Rebecca Alie Romijn (Berkeley, Kalifornija, 6. studenog 1972.) američka je filmska i televizijska glumica te bivši model, poznata po ulogama mutantice Raven Darkholme/Mystique u serijalu filmova X-Men, te Alexis Meade u seriji Ružna Betty.

## Životopis

### Rani život
Romijn (izgovara se Ro-maine) rođena je u kalifornijskom gradu Berkeleyu. Njeni su roditelji Jaap Romijn, izrađivač namještaja, te Elizabeth Kuizenga, učiteljica engleskog jezika i autorica udžbenika. Njen otac, rođen u Barnevaldu, Nizozemac je, a njena je majka druga generacija nizozemskih Amerikanaca koja je Rebeccinog oca upoznala tijekom studija u Europi. Rebeccin djed (s majčine strane), dr. Henry B. Kuizenga, bio je prezbiterijanski ministar i profesor teologije. Mnogi navode kako je jednom imala nadimak "Jolly Blonde Giant" (Vesela plava diva), kasnije je priznala kako je to sama izmislila 'kao šalu'. Tijekom studija glazbe na Sveučilištu California, Santa Cruz, počela se baviti manekenstvom, te se naposljetku preselila u Pariz, Francusku, i provela tamo nešto više od dvije godine.

### Karijera
Među ostalim poslovima, Romijn je bila jedan od model za jedan od brojeva časopisa Sprots Illustrated, te za Victoria's Secret. Isto tako, bila je voditeljica MTV emisije House of Style od 1998. do 2000. godine. Romijn je poliglotkinja, i tečno govori francuski i nizozemski jezik. Rebecca je konstantno među godišnjim popisima najljepših žena na svijetu u izdanjima časopisa kao što su Maxim (2003. – 2007.), AskMen.com (2001. – 2003., 2005. – 2006.) i FHM (2000. – 2005.).
Godine 2000., Romijn je dobila prvu važniju filmsku ulogu. Glumeći zavodljivu mutanticu Mystique u filmu X-Men, Romijn se kasnije pojavila u drugom nastavku istoimenog filma 2003. godine (X-Men 2), te 2006. godine u trećem (X-Men: Posljednja fronta). U navedenim filmovima, njen se kostim sadržavao samo od plave šminke koja je prekrivala njeno inače potpuno golo tijelo, te strateški smještenih proteza. U filmu X-Men 2, pojavila se u jednoj od scena u njenom "normalnom" obliku, a kasnije u filmu X-Men: The Last Stand, pojavila se kao crnokosa Mystique, lišena njenih mutantskih moći. U filmu Briana De Palma, Femme Fatale (2002.) dobila je svoju prvu vodeću ulogu. Glumila je i u filmovima kao što su Rollerball, Punisher i Bogomdan. Igrala je vodeću ulogu u kratkotrajnoj televizijskoj seriji Pepper Dennis. Serija je prikazala Rebeccine mngostruke talente u komediji, pjevanju, manekenstvu, drami i avanturi.
U prosincu 2007. godine, Rebecca se prvi put pojavila u televizijskoj seriji Ružna Betty kao stalna glumačka postava. Tumači Alexis Meade, transženu i sestru vodećeg lika Daniela Meadea.

### Osobni život
Udala se za glumca Johna Stamosa 19. rujna 1998. godine. Tijekom njihova braka, koristila je ime Rebecca Romijn-Stamos kako u osobnom tako i u profesionalnom životu. Par je najavio njihov razvod 12. travnja 2004., a službeno se razveo 1. ožujka 2005. Otada, Rebecca ponovo koristi njeno rodno ime.
Kada je upitana od strane Elle magazina u travnju 2002. godine je li joj tumačenje Femme Fatale dalo ikakve nove poglede na njenu seksualnost, odgovorila je:
Dana 19. rujna 2005., Rebecca je najavila njene zaruke s glumceom Jerryjem O'Connellom. Datum najave doveo je do nekih kontroverza, jer bi tog datuma bila njena sedma godišnjica braka s Johnom Stamosom (da su ostali u braku).
Dana 14. srpnja 2007. Rebecca se udala za Jerryja O'Connella u Ojaiu, Kaliforniji.

## Filmografija

### Film
- Prljavi posao (1998.)
- Austin Powers: Špijun koji me hvatao (1999.)
- X-Men (2000.)
- Femme Fatale (2002.)
- S1m0ne (2002.)
- Rollerball (2002.)
- X2: X-Men United (2003.)
- Punisher (2004.)
- Bogomdan (2004.)
- X-Men: Posljednja fronta (2006.)
- Frka u gradu (2006.)
- Alibi (2006.)
- Magneto (2009.)

### Televizija
- Prijatelji (Epizoda: The One With the Dirty Girl) (1997.)
- Jack i Jill (2000.)
- Pepper Dennis (2006.)
- Ružna Betty (2007.)

## Vanjske poveznice
- Rebecca Romijn u internetskoj bazi filmova IMDb-u (engl.)